# Marià Fortuny Baró
Marià Fortuny Baró (Reus, 2 d'octubre de 1779 - 24 de març de 1859) va ser un escultor i artista català, conegut amb el renom de «Marianet de les figures», perquè tenia una complexió petita, era escultor i es va dedicar també a fer figures de cera. Era l'avi del pintor Marià Fortuny.

## Biografia
Era fill de Josep Fortuny Guitart, veler, i de Rosa Baró Llopis, tots dos de Reus. De petit no el va atreure l'ofici del seu pare. Ramon Casals i Vernis explica que cap al final de la dècada de 1790, havia estudiat filosofia i història, i s'havia convertit en un fervent progressista. Afegeix que també feia figures de fang, admirades per tothom. Com que no va voler seguir l'ofici del pare, cap a l'any 1800 se'n va anar a Barcelona, on es va llogar d'aprenent en un «Museu» o gabinet ambulant de figures de cera, llavors de moda a Europa, que portaven uns francesos deixebles de Philippe Curtius i Marie Tussaud. Fortuny va treballar a l'obrador d'aquells francesos i va formar tot una col·lecció de figures, prenent per model els personatges més populars de l'època. Va anar amb els seus mestres de gira per la península durant uns set o vuit anys, fins que va començar la Guerra del Francès (1808–1814) i va tornar a Reus. Pel setembre de l'any 1810 es va casar amb Maria Blay Molner, filla del teixidor reusenc Salvador Blay, amb la que tindrà dos fills, Anton i Marià, pare del pintor Marià Fortuny i Marsal. Gras i Elies, segons Josep Olesti, diu que es va afiliar al partit Progressista i durant el Trienni Liberal (1820-1823) es va apuntar a la Milícia nacional.

### Viatges amb les figures de cera
L'ajuntament de Reus li va encarregar la restauració del cap del Gegant Indi, un dels gegants de Reus, i segons Joaquim Folch i Torres va prendre per model del cap del gegant a un parent seu que tothom va reconèixer. Treballava de teixidor, però no va deixar mai l'afició del modelatge en cera. Segons Joaquim Folch i Torres, que ho recull de Ramon Casals i Vernis, un dia d'hivern de l'any 1827 va fer circular per Reus fins a la plaça de la Sang quatre carros grans amb formes estranyes. L'últim de tots, era una casa de fusta amb habitacions moblades, llits i cadires, i una cuina amb una fumera, tot sobre quatre rodes. A dins d'aquests carros hi portava totes les figures de cera de la seva col·lecció, que havia anat confeccionant amb la seva dona des del dia del seu casament. Vuit dies després, el «senyor Marianet de les figures» va marxar, amb la seva dona i els dos fills, amb dos mossos traginers que conduïen dos carros i passant pel portal del camí de Tarragona, a mostrar les seves figures al món. Damunt dels carros hi havia uns rètols que deien «Museo Fortuny». No hi ha referències d'aquest viatge, només algunes anècdotes que explicava el seu fill Anton, que les situava a Madrid, Osca, Segovia, Oviedo i altres ciutats.

### Tornada a Reus
L'expedició va durar uns deu anys, i quan en tenia 55 el senyor Marianet va vendre les figures i va tornar a Reus amb la família. Casals i Vernis diu que en els llocs on feien estada, el pare, que els donava educació mentre anaven d'un lloc a l'altre, llogava un mestre pels seus fills per repassar i ampliar el que sabien. Va ensenyar l'art de l'escultura a Marià i a Anton música. Va posar una botiga al raval de Robuster núm. 36, a la Boella, on el seu fill Marià es va especialitzar en la talla de figures de fusta, i el fill petit, l'Anton, feia figuretes de pessebre que venia als pessebristes, a més d'estudiar música. L'any 1837, Marià, el fill, es va casar amb Teresa Marsal i van llogar un pis a la mateixa casa on hi havia el taller. L'11 de juny de 1838 va néixer el pintor Marià Fortuny Marsal.

### Mort del seu fill
Marià Fortuny Baró va traslladar la botiga al carrer de la Font, número 7. Teresa Marsal va morir l'any 1849, i el seu marit, Marià, a Barcelona l'any següent, el 1850. Llavors es va fer càrrec del seu net, que tenia onze anys al morir la mare i dotze quan va morir el pare. Els dibuixos del futur pintor ja havien començat a interessar, i l'avi va entendre que el noi seria artista, pintor, deien els que hi entenien, i no pas escultor. Va tenir per mestre en un primer moment a Domènec Soberano, conegut pintor de Reus, i l'avi, que en veia les possibilitats, va marxar amb el net a Barcelona on el va inscriure a l'Escola de la Llotja. Marià Fortuny Baró es va incorporar als Tallers Talarn de Barcelona, on va treballar fent imatgeria religiosa, i Domènec Talarn, el propietari del taller, va veure amb atenció els dibuixos del net i el va acollir, i va trobar diners per finançar els estudis del noi. Marià Fortuny Baró va morir a Barcelona el 1859, quan Marià Fortuny Marsal havia marxat a Roma amb una beca per ampliar estudis.